# Schmalspurbahn Hetzdorf–Eppendorf–Großwaltersdorf
| Ausschnitt der Streckenkarte Sachsen (1902) |                         |                                          |                                          |
| Streckennummer: | 6981; sä. HG            |                                          |                                          |
| Kursbuchstrecke: | 139n (1934) 169d (1946) |                                          |                                          |
| Streckenlänge: | 13,65 km                |                                          |                                          |
| Spurweite: | 750 mm (Schmalspur)     |                                          |                                          |
| Maximale Neigung: | 25 ‰                    |                                          |                                          |
| Minimaler Radius: | 100 m                   |                                          |                                          |
| Streckengeschwindigkeit: | 20 km/h                 |                                          |                                          |
| |                         |                                          |                                          |
| \| \| 0,000 \| Hetzdorf (Flöhatal) \| 292 m \| \| \| \| (Übergang zur Strecke Reitzenhain–Flöha) \| \| \| \| \| Hetzdorfer Viadukt (Dresden–Werdau) \| \| \| \| 1,295 \| Flöhabrücke (63 m) \| Flöhabrücke (63 m) \| \| \| 1,477 \| Lößnitzbrücke (41 m) \| Lößnitzbrücke (41 m) \| \| \| 1,687 \| Anschl. Metzdorf Parkettfabrik \| Anschl. Metzdorf Parkettfabrik \| \| \| 1,705 \| Lößnitzbrücke \| Lößnitzbrücke \| \| \| 2,316 \| Hohenfichte Hp \| 311 m \| \| \| 2,733 \| Lößnitzbrücke (12 m) \| Lößnitzbrücke (12 m) \| \| \| 3,715 \| Lößnitztal \| 328 m \| \| \| 3,900 \| Lößnitzbrücke \| Lößnitzbrücke \| \| \| 5,153 \| Lößnitzbrücke (12 m) \| Lößnitzbrücke (12 m) \| \| \| 5,307 \| Brücke Werkgraben (10 m) \| Brücke Werkgraben (10 m) \| \| \| 5,568 \| Hammerleubsdorf \| 358 m \| \| \| 5,714 \| Lößnitzbrücke \| Lößnitzbrücke \| \| \| 6,370 \| Lößnitzbrücke (12 m) \| Lößnitzbrücke (12 m) \| \| \| 8,356 \| Lößnitzbrücke (13 m) \| Lößnitzbrücke (13 m) \| \| \| 8,507 \| Gersberg \| 411 m \| \| \| 9,341 \| Lößnitzbrücke \| Lößnitzbrücke \| \| \| 9,500 \| Lößnitzbrücke \| Lößnitzbrücke \| \| \| 9,772 \| Eppendorf \| 428 m \| \| \| 12,500 \| Weißbachbrücke \| Weißbachbrücke \| \| \| 12,532 \| Großwaltersdorf (Sachs) Hp \| 445 m \| \| \| 13,560 \| Großwaltersdorf (Sachs) \| 465 m \| \| \| 13,654 \| Anschl. Frenzel \| Anschl. Frenzel \| |                         |                                          |                                          |
| Kopfbahnhof Streckenanfang (Strecke außer Betrieb) | 0,000                   | Hetzdorf (Flöhatal)                      | 292 m                                    |
| Strecke (außer Betrieb) |                         | (Übergang zur Strecke Reitzenhain–Flöha) | (Übergang zur Strecke Reitzenhain–Flöha) |
| Kreuzung geradeaus unten (Strecken außer Betrieb) |                         | Hetzdorfer Viadukt (Dresden–Werdau)      | Hetzdorfer Viadukt (Dresden–Werdau)      |
| Brücke über Wasserlauf (Strecke außer Betrieb) | 1,295                   | Flöhabrücke (63 m)                       | Flöhabrücke (63 m)                       |
| Brücke über Wasserlauf (Strecke außer Betrieb) | 1,477                   | Lößnitzbrücke (41 m)                     | Lößnitzbrücke (41 m)                     |
| Abzweig geradeaus und von links (Strecke außer Betrieb) | 1,687                   | Anschl. Metzdorf Parkettfabrik           | Anschl. Metzdorf Parkettfabrik           |
| Brücke (Strecke außer Betrieb) | 1,705                   | Lößnitzbrücke                            | Lößnitzbrücke                            |
| Haltepunkt / Haltestelle (Strecke außer Betrieb) | 2,316                   | Hohenfichte Hp                           | 311 m                                    |
| Brücke (Strecke außer Betrieb) | 2,733                   | Lößnitzbrücke (12 m)                     | Lößnitzbrücke (12 m)                     |
| Haltepunkt / Haltestelle (Strecke außer Betrieb) | 3,715                   | Lößnitztal                               | 328 m                                    |
| Brücke (Strecke außer Betrieb) | 3,900                   | Lößnitzbrücke                            | Lößnitzbrücke                            |
| Brücke (Strecke außer Betrieb) | 5,153                   | Lößnitzbrücke (12 m)                     | Lößnitzbrücke (12 m)                     |
| Brücke (Strecke außer Betrieb) | 5,307                   | Brücke Werkgraben (10 m)                 | Brücke Werkgraben (10 m)                 |
| Bahnhof (Strecke außer Betrieb) | 5,568                   | Hammerleubsdorf                          | 358 m                                    |
| Brücke (Strecke außer Betrieb) | 5,714                   | Lößnitzbrücke                            | Lößnitzbrücke                            |
| Brücke (Strecke außer Betrieb) | 6,370                   | Lößnitzbrücke (12 m)                     | Lößnitzbrücke (12 m)                     |
| Brücke (Strecke außer Betrieb) | 8,356                   | Lößnitzbrücke (13 m)                     | Lößnitzbrücke (13 m)                     |
| Haltepunkt / Haltestelle (Strecke außer Betrieb) | 8,507                   | Gersberg                                 | 411 m                                    |
| Brücke (Strecke außer Betrieb) | 9,341                   | Lößnitzbrücke                            | Lößnitzbrücke                            |
| Brücke (Strecke außer Betrieb) | 9,500                   | Lößnitzbrücke                            | Lößnitzbrücke                            |
| Bahnhof (Strecke außer Betrieb) | 9,772                   | Eppendorf                                | 428 m                                    |
| Brücke (Strecke außer Betrieb) | 12,500                  | Weißbachbrücke                           | Weißbachbrücke                           |
| Haltepunkt / Haltestelle (Strecke außer Betrieb) | 12,532                  | Großwaltersdorf (Sachs) Hp               | 445 m                                    |
| Bahnhof (Strecke außer Betrieb) | 13,560                  | Großwaltersdorf (Sachs)                  | 465 m                                    |
| | 13,654                  | Anschl. Frenzel                          | Anschl. Frenzel                          |

Die Schmalspurbahn Hetzdorf–Eppendorf–Großwaltersdorf war eine sächsische Schmalspurbahn mit 750 mm Spurweite im Erzgebirge. Sie begann in Hetzdorf an der Bahnstrecke Reitzenhain–Flöha und führte durch das Lößnitztal über Eppendorf nach Großwaltersdorf.

## Geschichte

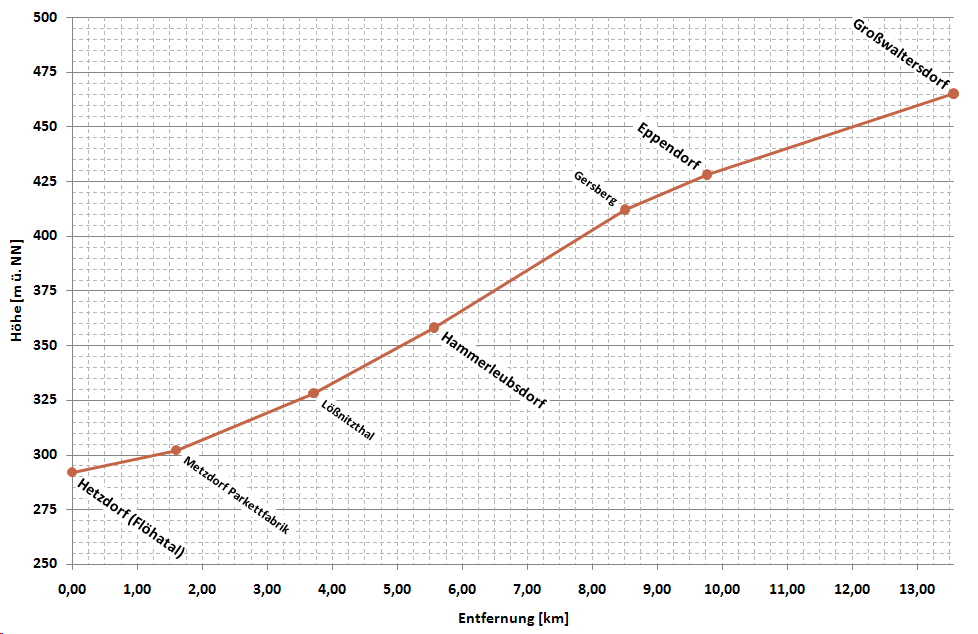
Vereinfachtes Höhenprofil der Strecke

Bereits bei der Planung des fehlenden Abschnitts Freiberg–Chemnitz der Verbindung zwischen Dresden und Chemnitz/Zwickau wurde in den 1850ern auch eine Variante durch das Lößnitztal angedacht, diese hätte Eppendorf und Großwaltersdorf nicht berührt. Erst ab 1857 wurde eine Trassenführung über Oederan untersucht, die schlussendlich gebaut und 1869 eröffnet wurde.
Nach weiteren Streckeneröffnungen in den folgenden Jahren war Eppendorf immer noch ohne Bahnanschluss, dabei bestand in Eppendorf durch die Spielzeugindustrie und im Lößnitztal durch mehrere Textilbetriebe und Mühlen, sowie einer Parkettfabrik ein größeres Verkehrsbedürfnis. 1881 gründete sich ein Komitee, was sich mit Vorarbeiten für den Bau einer Bahn von Berthelsdorf an der Bahnstrecke Nossen–Moldau über Brand, Niederlangenau, Oberlangenau und Großhartmannsdorf nach Eppendorf beschäftigte.
Die Variante ausgehend von der Bahnstrecke Flöha–Reitzenhain erhielt dabei gegenüber der Variante vom Bahnhof Oederan an der Bahnstrecke Dresden–Werdau den Vorzug. Die Trassierung durch das Lößnitztal band einerseits mehrere Textilfabriken und holzverarbeitende Betriebe an, andererseits vermied man weitestgehend die Gefahr von Schneeverwehungen am Nordrand des Erzgebirges.
Der 9,77 km lange Abschnitt Hetzdorf–Eppendorf wurde am 1. Dezember 1893 eröffnet. Ursprünglich sollte die Haltestelle Hohenfichte Ausgangspunkt der Schmalspurbahn sein, während des Baus entschied man sich für die Einrichtung der neuen Station Hetzdorf zwischen Flöha und Hohenfichte.
Die am 1. November 1916 eröffnete Verlängerung nach Großwaltersdorf wurde wegen des Abtransports von landwirtschaftlichen Produkten der Gegend um Großwaltersdorf gebaut.
Bereits am 1. August 1951 wurde der Verkehr zwischen Eppendorf und Großwaltersdorf unter dem Vorwand der Gewinnung von Oberbaumaterial für den Berliner Außenring wieder eingestellt und der Streckenabschnitt abgebaut. Auf dem verbliebenen Streckenstück Hetzdorf–Eppendorf wurde noch bis zum 6. November 1967 Personenverkehr durchgeführt. Güterverkehr fand noch bis zur Stilllegung am 1. Januar 1968 statt.
Ab dem 1. Juni 1959 unterstand die Strecke dem Bahnbetriebswerk Thum.

## Streckenbeschreibung

### Verlauf
Die Strecke begann am Bahnhof Hetzdorf (Flöhatal) im Tal der Flöha. Das Schmalspurgleis verlief zunächst parallel zum Regelspurgleis der Bahnstrecke Reitzenhain–Flöha unter dem Hetzdorfer Viadukt hindurch, um danach über eine Brücke die Flöha zu überwinden und anschließend nach links ins Lößnitztal abzubiegen. Nach Überquerung der Lößnitz bei km 1,477 wurde der Anschluss zur Parkettfabrik Metzdorf und gleich danach eine weitere Brücke über die Lößnitz bei km 1,705 passiert. Auf einem Damm verlief die Strecke parallel zur Straße bis zum Haltepunkt Hohenfichte. Über eine weitere Brücke bei km 2,733 entfernte sich die Strecke ca. 100 Meter von der Straße. Ab dem Haltepunkt Lößnitztal verliefen beide Strecken wieder nebeneinander. Bei Ausfahrt aus dem Haltepunkt wurden gleich zwei weitere Brücken überfahren. Beim Anschluss Holzindustrie Hammerleubsdorf  erfolgte die nächste Brücke bei km 5,307. In Hammerleubsdorf, früher auch Leubsdorfer Hammer genannt, bestand die Möglichkeit einer Zugkreuzung. Bis Gersberg überquerte die Strecke noch drei weitere Brücken. Beim Haltepunkt Gersberg umfuhr die Bahn eine Spinnerei. Nach zwei weiteren Brücken war der Bahnhof Eppendorf im Zentrum des Orts erreicht.
Ab 1. November 1916 wurde die Strecke bis Großwaltersdorf verlängert. Die Trasse verlief im Tal der Lößnitz südlich der Großwaltersdorfer Straße. Am Ortseingang Großwaltersdorf wurde hinter dem Haltepunkt Großwaltersdorf die Eppendorfer Straße überquert. Nun wurde der Ort im Nordwesten umfahren. Der Endpunkt der Strecke war mit dem Bahnhof Großwaltersdorf an der Gränitzer Straße gegenüber der Kirche erreicht.

### Betriebsstellen
Hetzdorf (Flöhatal) ⊙
Aus betrieblichen Gründen war es erforderlich, den Anschluss der am 1. Dezember 1893 eröffneten Schmalspurbahn nach Eppendorf an die Bahnstrecke Reitzenhain–Flöha nicht in Hohenfichte, sondern an der für diesen Zweck errichteten Haltestelle „Hetzdorf bei Oederan“ unterhalb des Hetzdorfer Viadukts zwischen Flöha und Hohenfichte zu errichten. Die Station wurde 1905 zum Bahnhof erhoben. Seit 1912 trägt sie die heutige Bezeichnung Hetzdorf (Flöhatal).
Die Schmalspurgleise befanden sich zwischen Empfangsgebäude und dem  Regelspurgleis. Weitere Behandlungsanlagen der Schmalspur befanden sich auf der anderen Seite der Regelspurgleise. Der Bahnhof wurde durch den Bau der Kleinbahn ein Spurwechselbahnhof. Im Bahnhofsgebäude gab es in der ersten Etage eine Dienstwohnung für den Bahnhofsvorsteher und im Parterre Diensträume, den Warteraum und später auch einen Ausschank mit Küche.  Lokschuppen, ein Arbeiter- und das Beamtenwohnhaus sind neben dem Empfangsgebäude bis in die Gegenwart vorhanden. 1900 bis 1901 wurde der Bahnhof durch den Bau der kombinierten Rollbock-/Rollwagengrube teilweise umgestaltet. Für die umfangreichen Rangierarbeiten erhielt der Bahnhof 1935 eine Kleindiesellok. Mit der Stilllegung der Schmalspurbahn am 1. Januar 1968 verlor der Bahnhof Hetzdorf (Flöhatal) seinen Status als Spurwechselbahnhof.

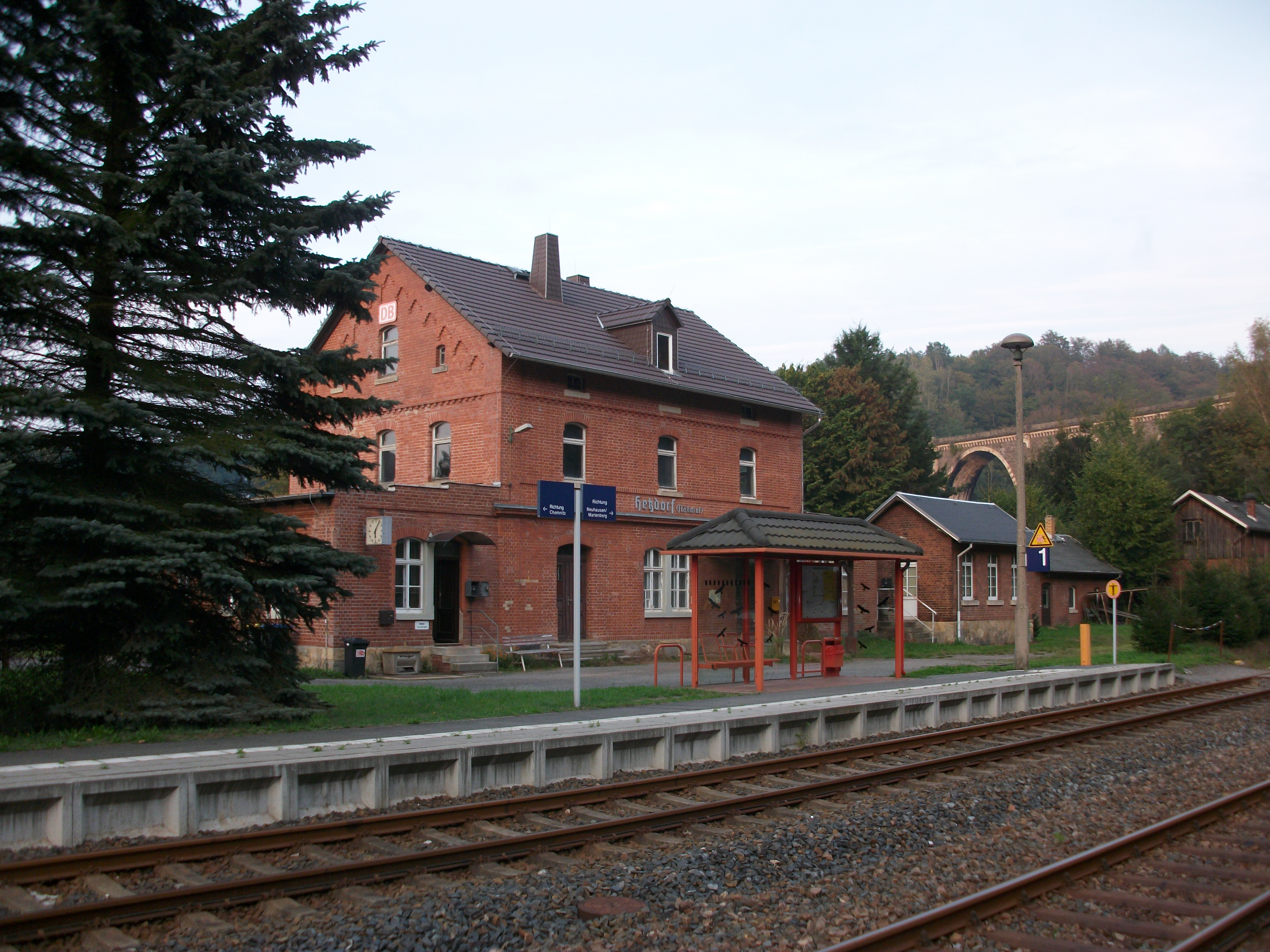
Bahnhof Hetzdorf (Flöhatal), Empfangsgebäude (2016)
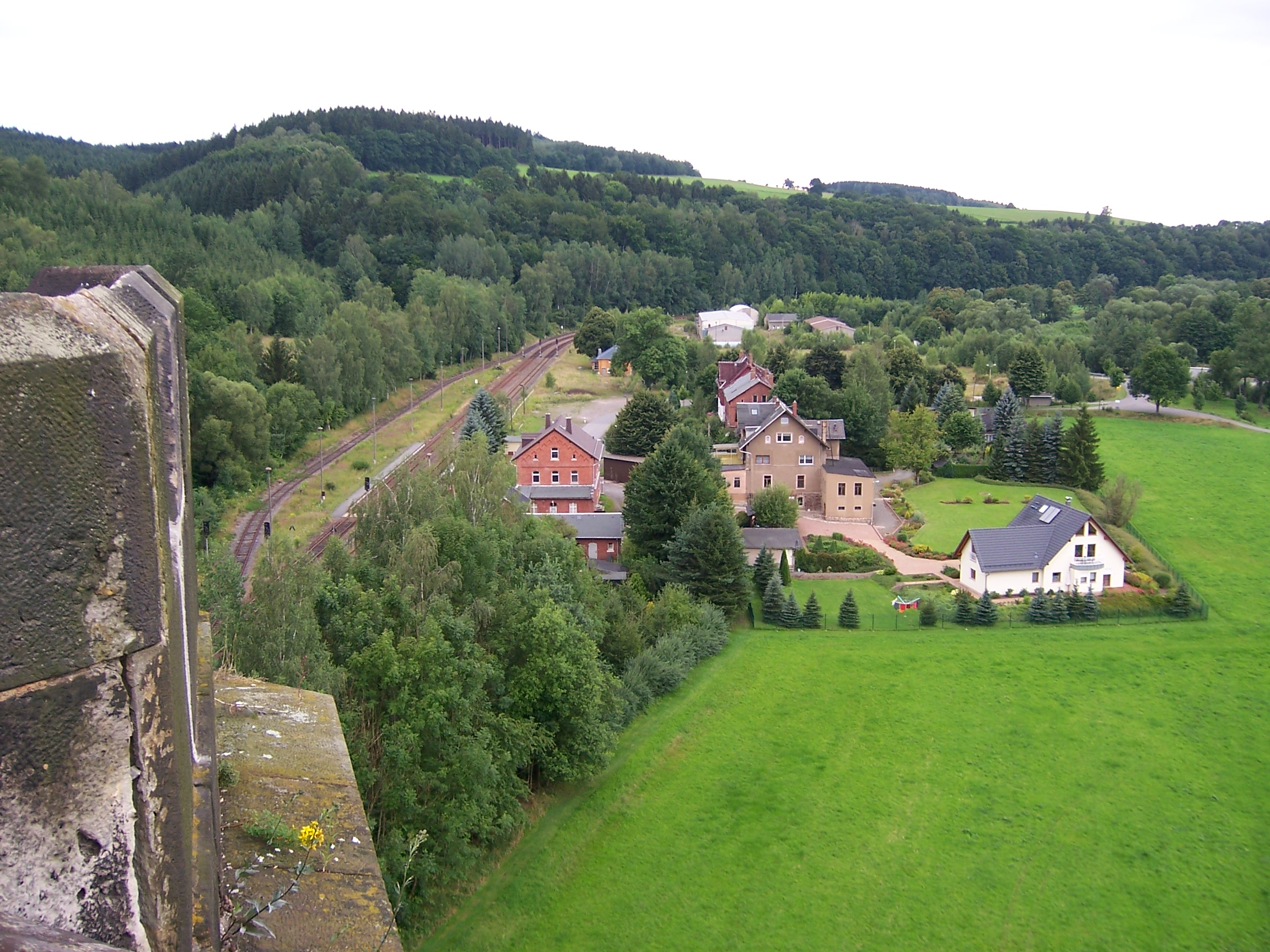
Blick vom alten Hetzdorfer Viadukt Richtung West auf den Bahnhof Hetzdorf (Flöhatal)
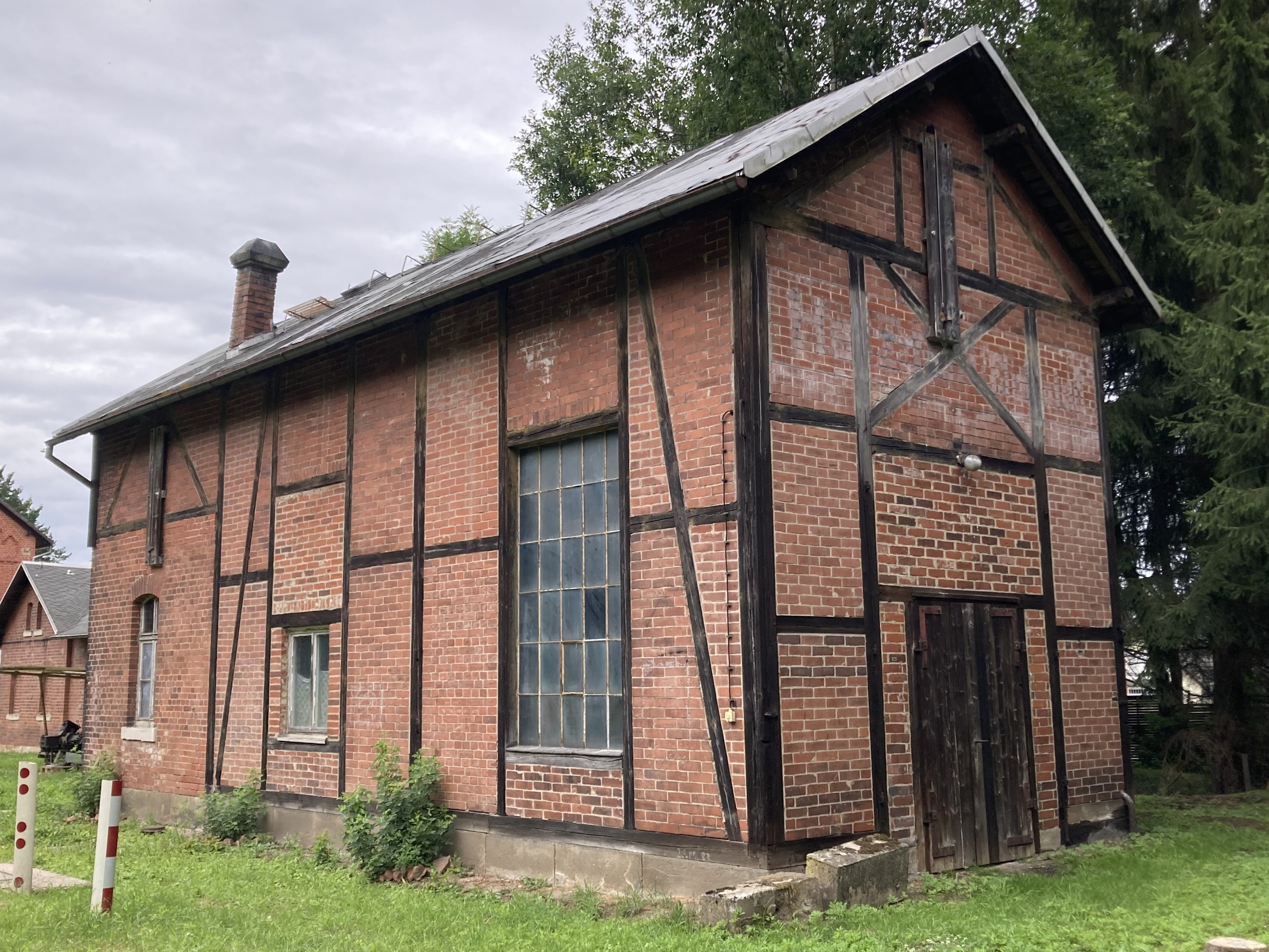
Lokschuppen (2024)

Hohenfichte Hp ⊙

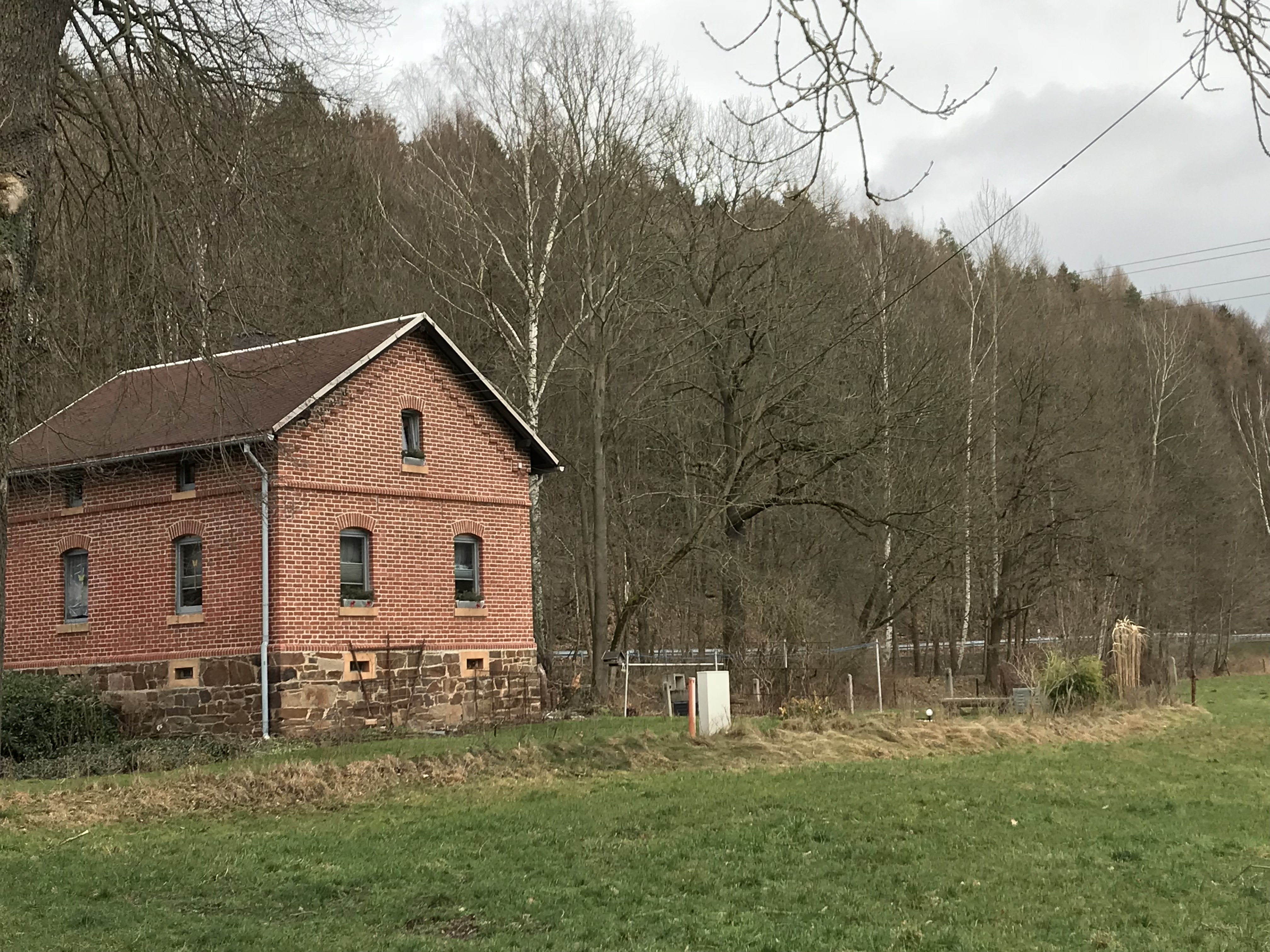
Haltepunkt Hohenfichte, Wohnhaus (2018)

Die Station Hohenfichte Hp wurde mit Einweihung des Abschnitts Hetzdorf (Flöhatal)–Eppendorf am 1. Dezember 1893 als Haltepunkt Metzdorf eröffnet. Nach der Eingemeindung von Metzdorf nach Hohenfichte im Jahr 1922 hatte dieser Ort nun außer dem Bahnhof Hohenfichte an der normalspurigen Bahnstrecke Reitzenhain–Flöha eine weitere Station im Ortsgebiet, die am 4. Oktober 1925 in Hohenfichte Hp umbenannt wurde. Mit der Einstellung des Personenverkehrs auf dem Abschnitt Hetzdorf (Flöhatal)–Eppendorf ging die Station am 7. November 1967 außer Betrieb. Sie befand sich an der Einmündung der Metzdorfer Straße in das Lößnitztal. Die Einrichtung bestand aus einer hölzernen Wartehalle mit Geräteraum und einen Freiabtritt.
1896 wurde ein Wärterwohnhaus für einen in Hetzdorf beschäftigten Bahnwärter angebaut, welches jetzt als Wohnhaus genutzt wird.
Lößnitztal ⊙

Der Haltepunkt Lößnitzthal wurde mit Einweihung des Abschnitts Hetzdorf (Flöhatal)–Eppendorf am 1. Dezember 1893 eröffnet. Am 1. Mai 1903 wurde die Bezeichnung in Lößnitztal geändert. Es gab ursprünglich eine obere und eine untere Spinnerei mit vier Zweiggleisen und eine Seilrangieranlage. Die Station befand sich mitten im Betriebsgelände der Verbandwattefabrik Breitenau, Werk Lößnitztal. Die Wartehalle stand auf der Rasenfläche mitten im Betriebsgelände und ist heute nicht mehr vorhanden. Mit der Einstellung des Personenverkehrs auf dem Abschnitt Hetzdorf (Flöhatal)–Eppendorf ging die Station am 7. November 1967 außer Betrieb.
Hammerleubsdorf ⊙

Der Haltepunkt Hammerleubsdorf wurde mit Einweihung des Abschnitts Hetzdorf (Flöhatal)–Eppendorf am 1. Dezember 1893 als Haltestelle Leubsdorfer Hammer eröffnet. Im Jahr 1985 erfolgte die Umbenennung der Station in Hammer-Leubsdorf und 1911 in Hammerleubsdorf. Ab 1930 war Station ständig mit einem Bahnbeamten besetzt, für den ein Dienstraum für Frachtpapiere, Expressgut, Fahrkartenverkauf an die Wartehalle angebaut wurde. Ab 1935 war der Bahnhof für Zugkreuzungen ausgelegt. Im Jahr 1905 erfolgte die Hochstufung zum Bahnhof, jedoch wurde Hammerleubsdorf seit 1933 als Haltestelle und seit 1967 als Haltepunkt geführt. Für die Wartenden gab es eine hölzerne Wartehalle als Unterstellmöglichkeit. Sie wird jetzt als Bushaltestelle genutzt. Ein in der Bahnhofseinfahrt stehender Wagenkasten hat ebenfalls die Zeiten überlebt. Mit der Stilllegung des Abschnitts Hetzdorf (Flöhatal)–Eppendorf ging die Station am 2. Januar 1968 außer Betrieb.

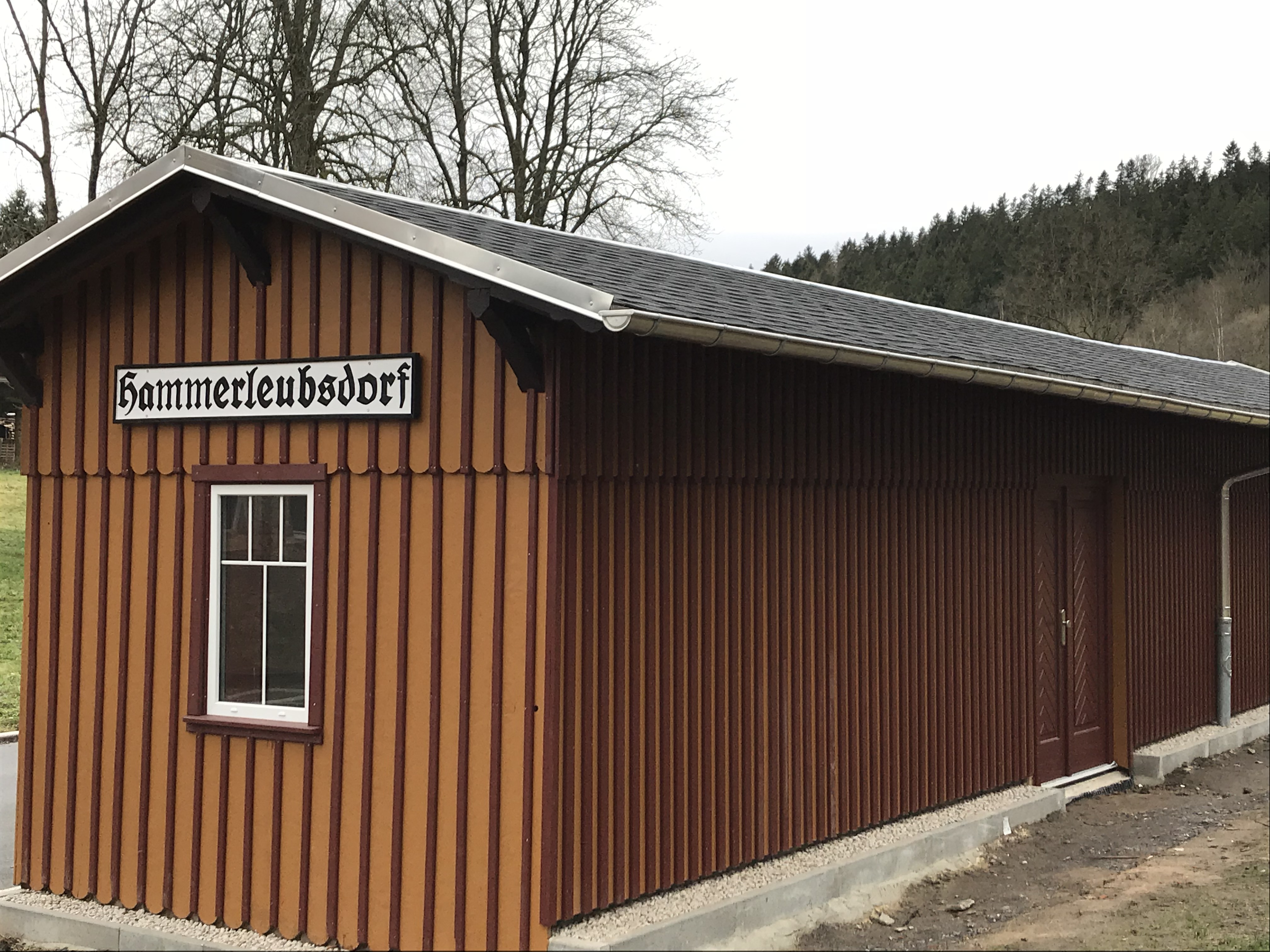
Haltepunkt Hammerleubsdorf, Wartehalle (2018)
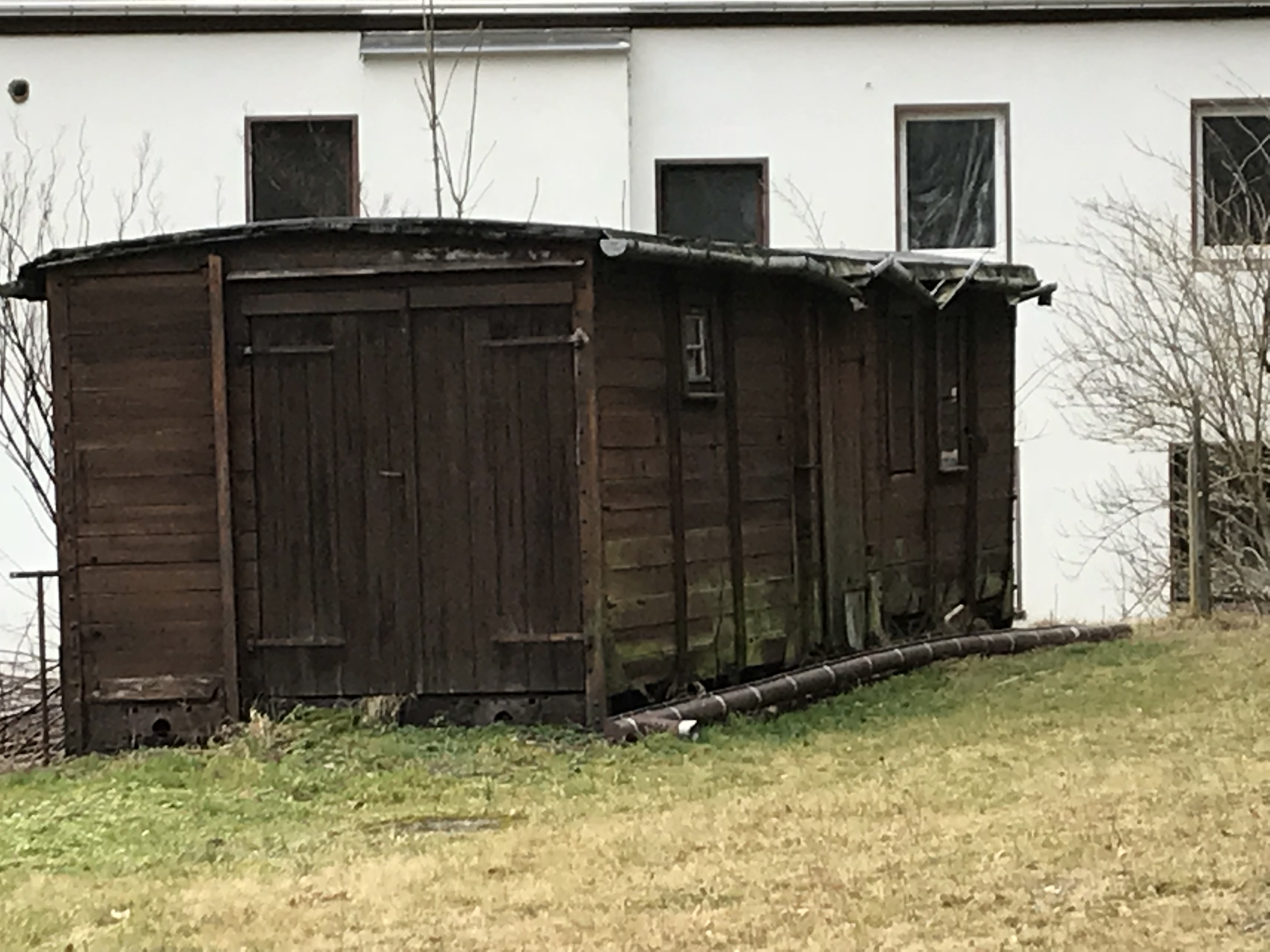
Wagenkasten beim Haltepunkt Hammerleubsdorf

Gersberg ⊙

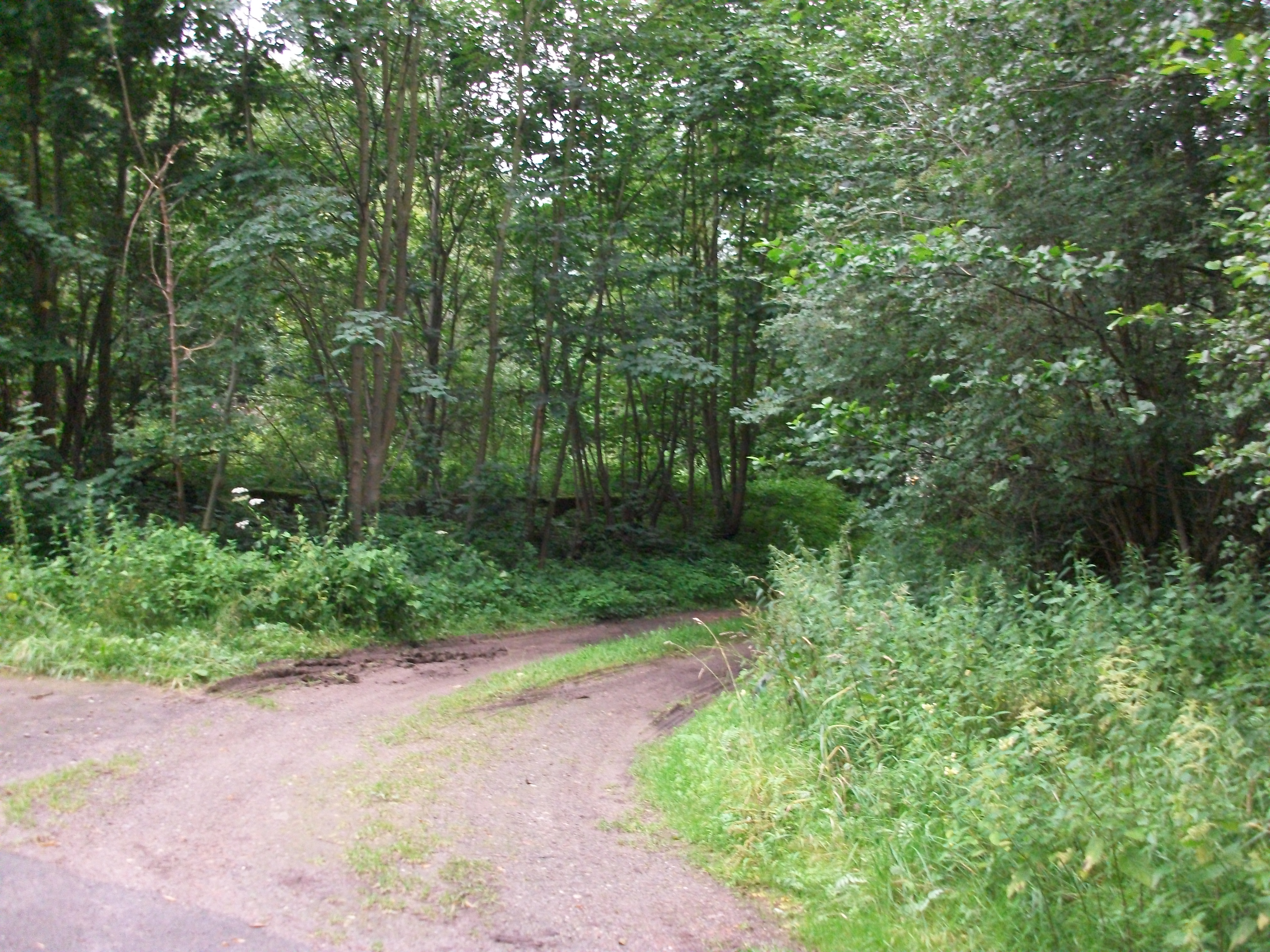
Haltepunkt Gersberg, Überreste (2017)

Der Haltepunkt Gersberg wurde mit Einweihung des Abschnitts Hetzdorf (Flöhatal)–Eppendorf am 1. Dezember 1893 eröffnet. Direkt am Haltepunkt befand sich die Anschlussstelle zur Spinnerei Haugk. Das vom Streckengleis abzweigende Anschlussgleis führte über eine Drehscheibe in die 1837 errichtete Spinnerei. Mit der Einstellung des Personenverkehrs auf dem Abschnitt Hetzdorf (Flöhatal)–Eppendorf ging die Station am 7. November 1967 außer Betrieb. Nach dem Konkurs der Spinnerei im Jahr 1993 standen die Gebäude jahrelang leer, bis sie 2008 bis auf den verbliebenen Schornstein abgerissen wurden. Der einstige Haltepunkt liegt in einem Seitenweg der Talstraße. Von der einstigen Station sind lediglich mit Gebüsch überwucherte Fundamentreste übrig geblieben.
Eppendorf ⊙

Der am 1. Dezember 1893 eröffnete Bahnhof Eppendorf war Endpunkt des Abschnitts Hetzdorf (Flöhatal)–Eppendorf. Zwischen 1916 und 1951 fuhren die Züge über Eppendorf hinaus bis Großwaltersdorf. Der Bahnhof Eppendorf besaß ein Empfangsgebäude, Wirtschaftsgebäude, ein Wohnhaus und einen Lokschuppen, welche bis heute am Standort an der Bahnhofstraße vorhanden sind. Gütergleise und Ladestraße wurden für die Güterabfertigung genutzt. Nach der Einstellung des Personenverkehrs auf dem Abschnitt Hetzdorf (Flöhatal)–Eppendorf wurde die Station am 7. November 1967 als zunächst als Güterbahnhof genutzt, bis sie am 2. Januar 1968 mit Stilllegung der Strecke außer Betrieb ging. Das Bahnhofsareal dient heute als Busbahnhof der Gemeinde Eppendorf.
Der Lokbahnhof Eppendorf war ab dem 1. Juni 1959 bis zum Ende der Betriebszeit dem Bahnbetriebswerk Thum unterstellt.

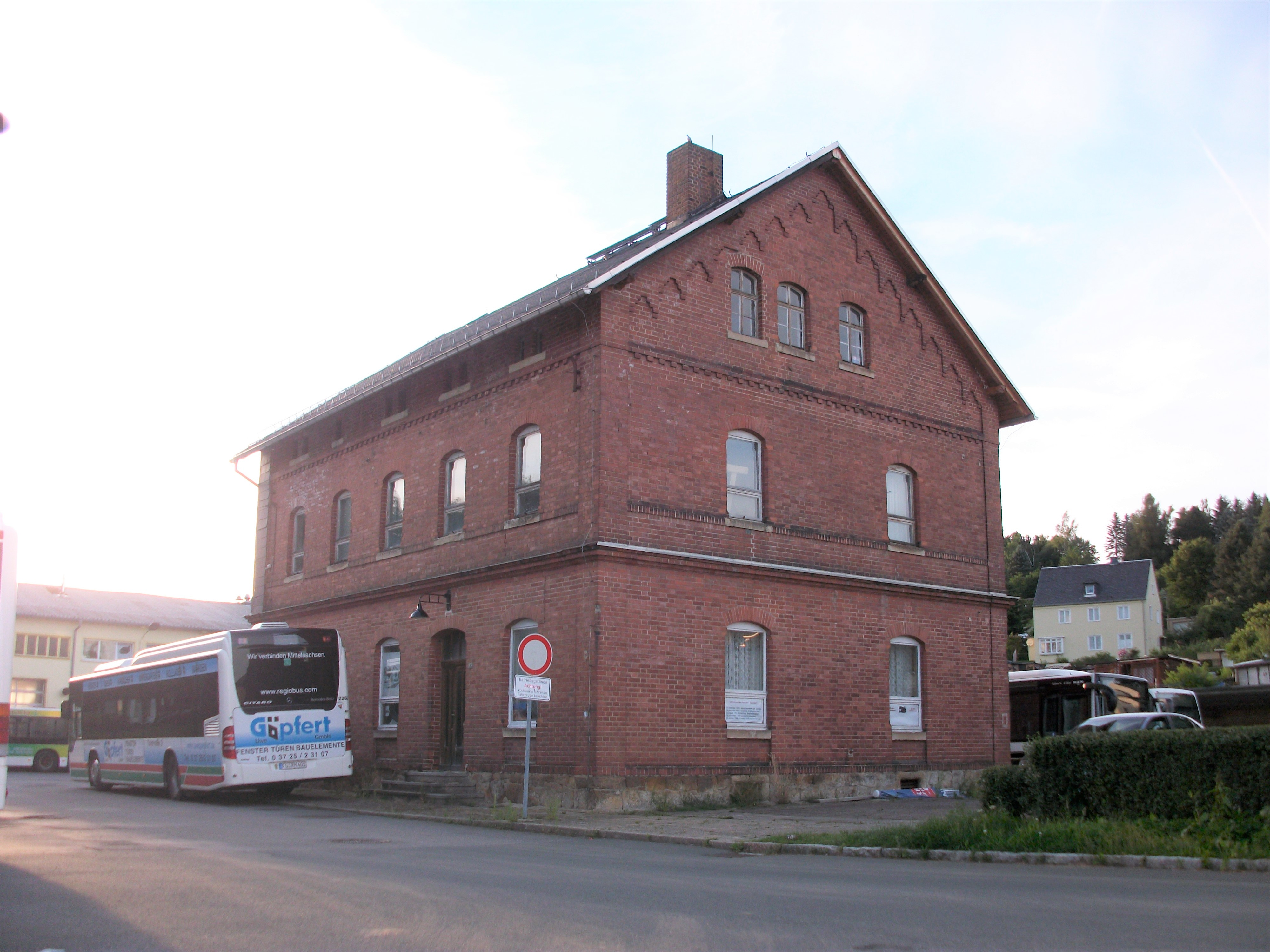
Bahnhof Eppendorf, Empfangsgebäude Straßenseite (2016)
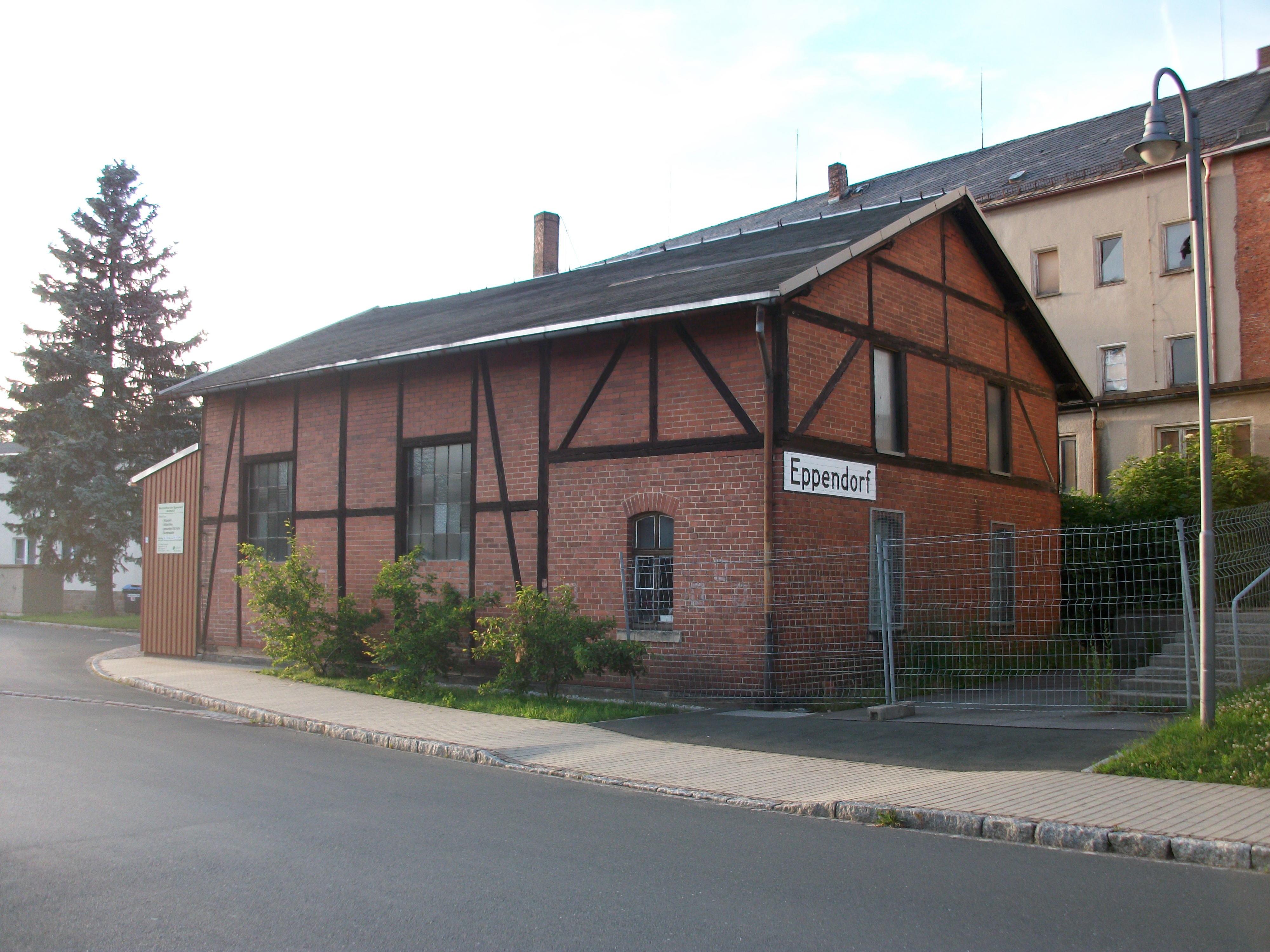
Bahnhof Eppendorf, Lokschuppen (2016)

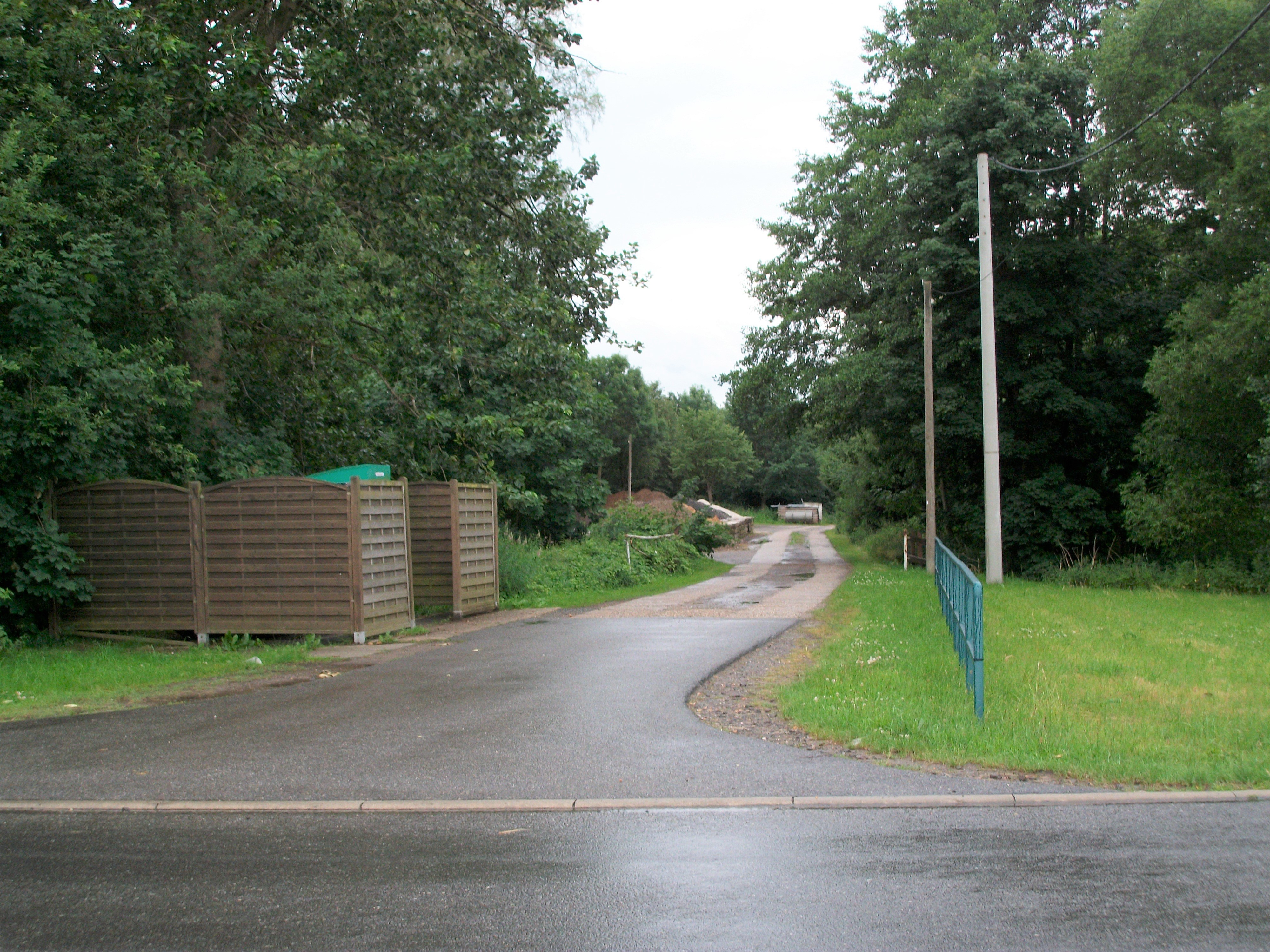
Haltepunkt Großwaltersdorf (Sachs) Hp, Blick Richtung Eppendorf (2017)

Großwaltersdorf (Sachs) Hp ⊙

Der Haltepunkt Großwaltersdorf Hp wurde am 1. November 1916 mit dem Abschnitt Eppendorf–Großwaltersdorf am nordwestlichen Ortsrand von Großwaltersdorf eröffnet. Die Station war der einzige Unterwegshalt des Abschnitts. Der Haltepunkt lag direkt über dem Weißbach. Er war mit einer hölzernen Wartehalle ausgestattet, die im Jahr 2002 abgerissen wurde. Direkt hinter der Station wurde in Richtung Bahnhof Großwaltersdorf die Eppendorfer Straße gekreuzt. Am 5. Mai 1941 erfolgte die Umbenennung in Großwaltersdorf (Sachs) Hp. Mit der Stilllegung des Abschnitts Eppendorf–Großwaltersdorf ging die Station am 24. August 1951 außer Betrieb. Auf dem Areal befindet sich heute ein Lagerplatz mit Wertstoffcontainern.
Großwaltersdorf (Sachs) ⊙

Der Bahnhof Großwaltersdorf wurde am 1. November 1916 mit dem Abschnitt Eppendorf–Großwaltersdorf im Zentrum des Ortes als Endstation eröffnet. Die Station besaß drei Gleise zwischen Wartehalle und Ladestraße. Als Verlängerung des Streckengleises um weitere 100 Meter entstand ein weiteres Anschlussgleis. An Hochbauten besaß der Bahnhof neben dem Empfangsgebäude einen Güterschuppen, einen Freiabtritt und ein Wohnhaus, welche alle am Standort an der Gränitzer Straße noch vorhanden sind. Am 5. Mai 1941 erfolgte die Umbenennung in Großwaltersdorf (Sachs). Mit der Stilllegung des Abschnitts Eppendorf–Großwaltersdorf ging die Station am 24. August 1951 außer Betrieb.

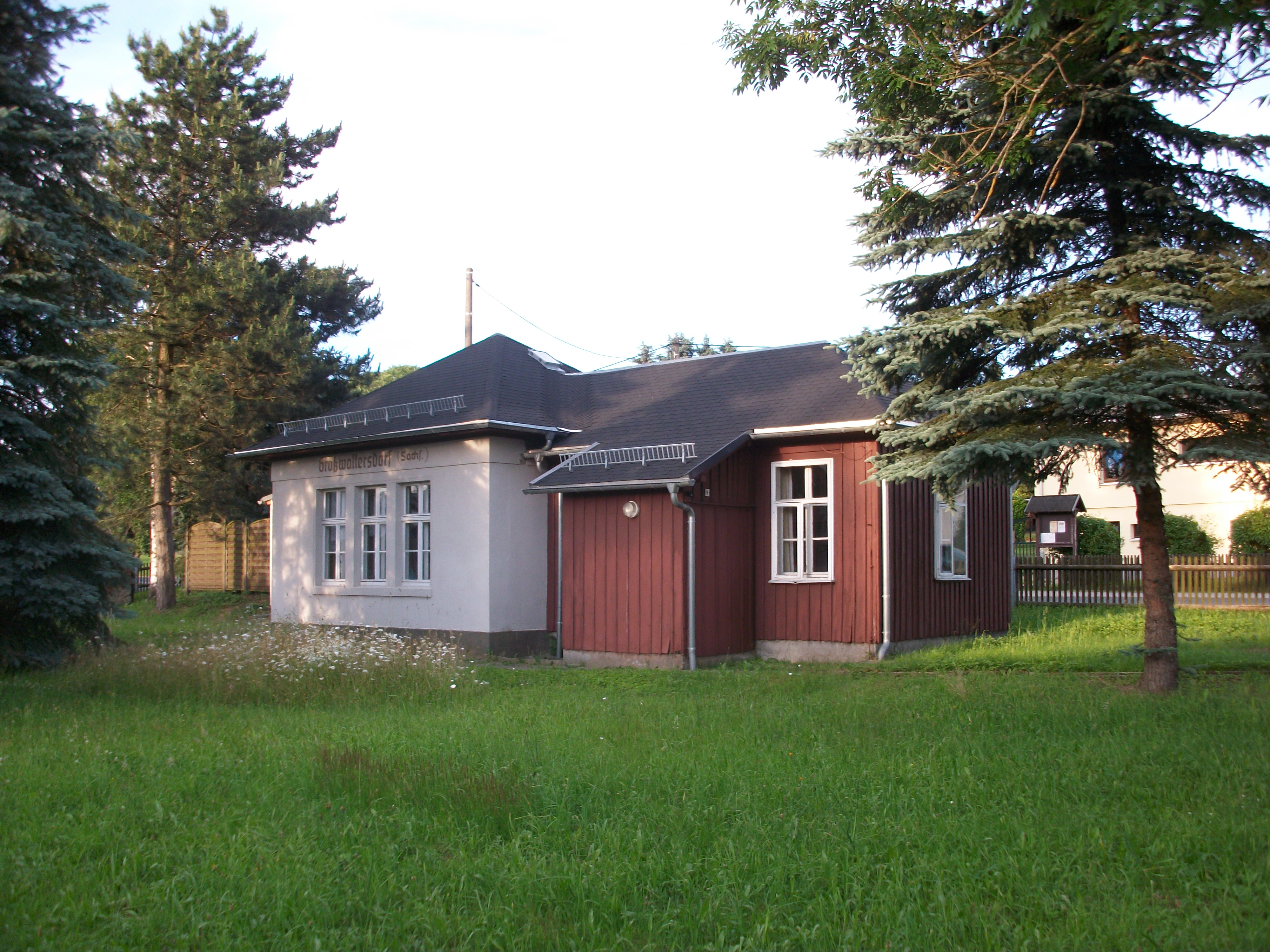
Bahnhof Großwaltersdorf (Sachs), Empfangsgebäude (2016)

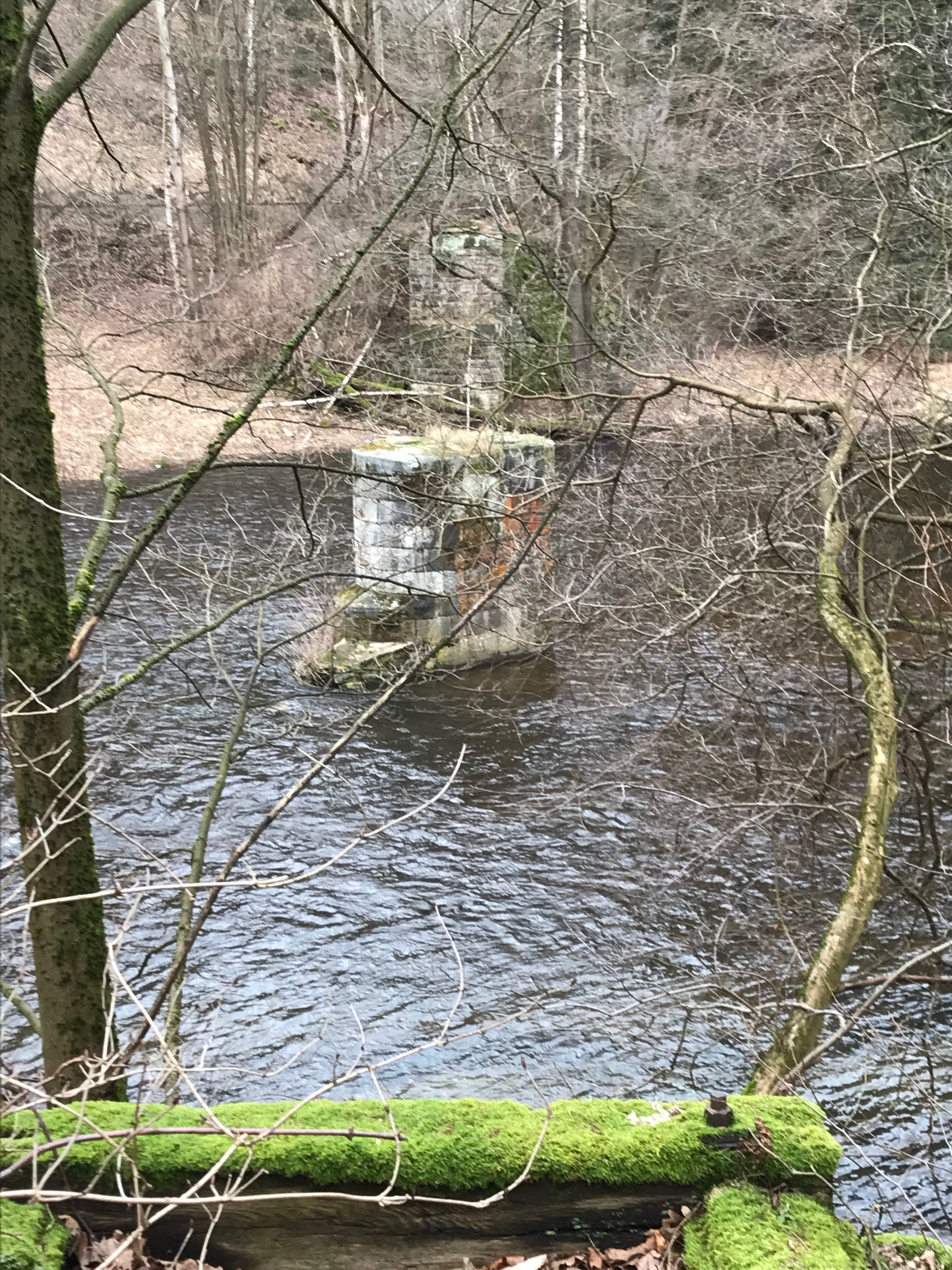
Mittelpfeiler und Widerlager der ehemaligen Brücke über die Flöha

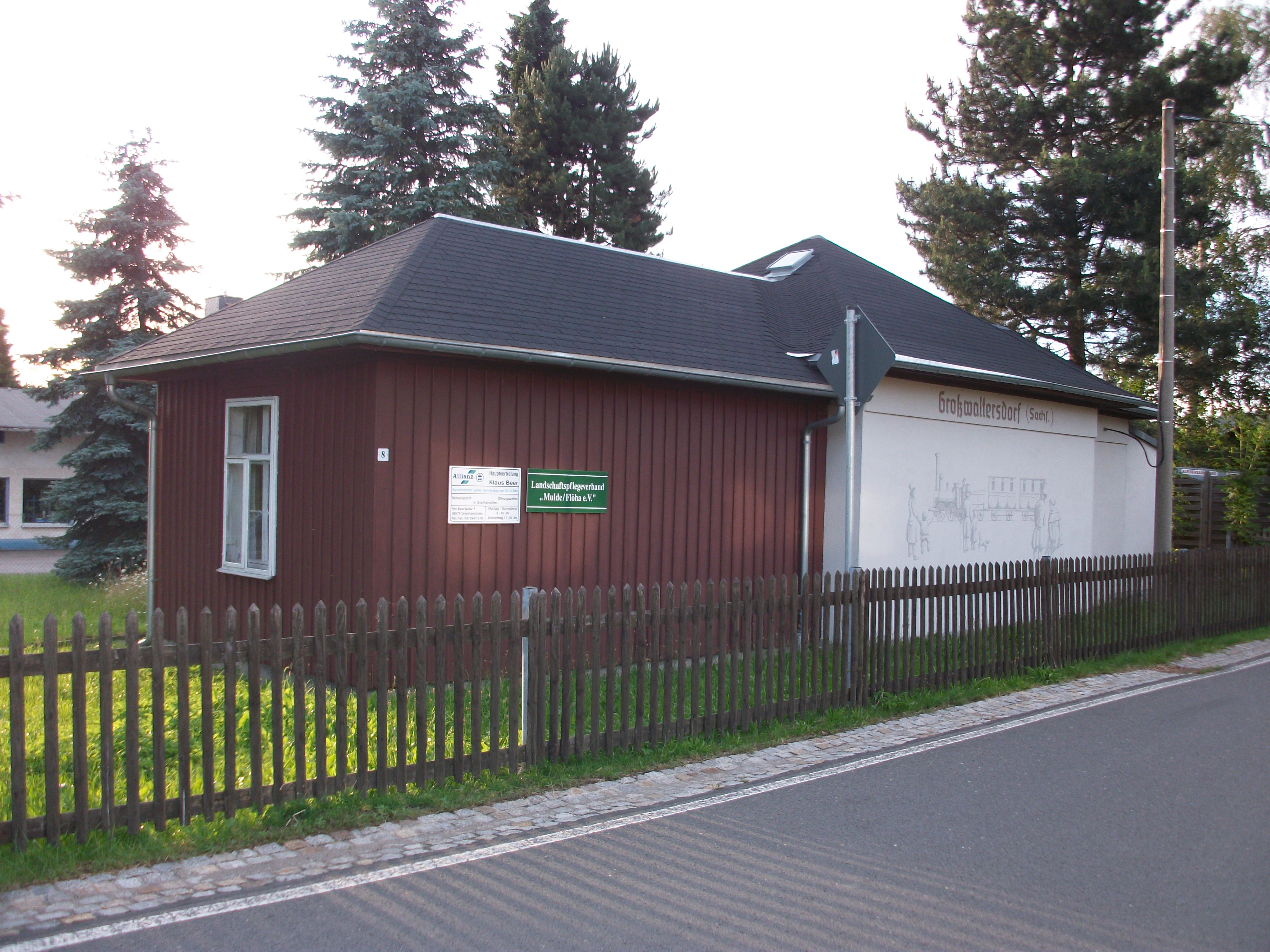
Bahnhof Großwaltersdorf (Sachs), Empfangsgebäude (2016)
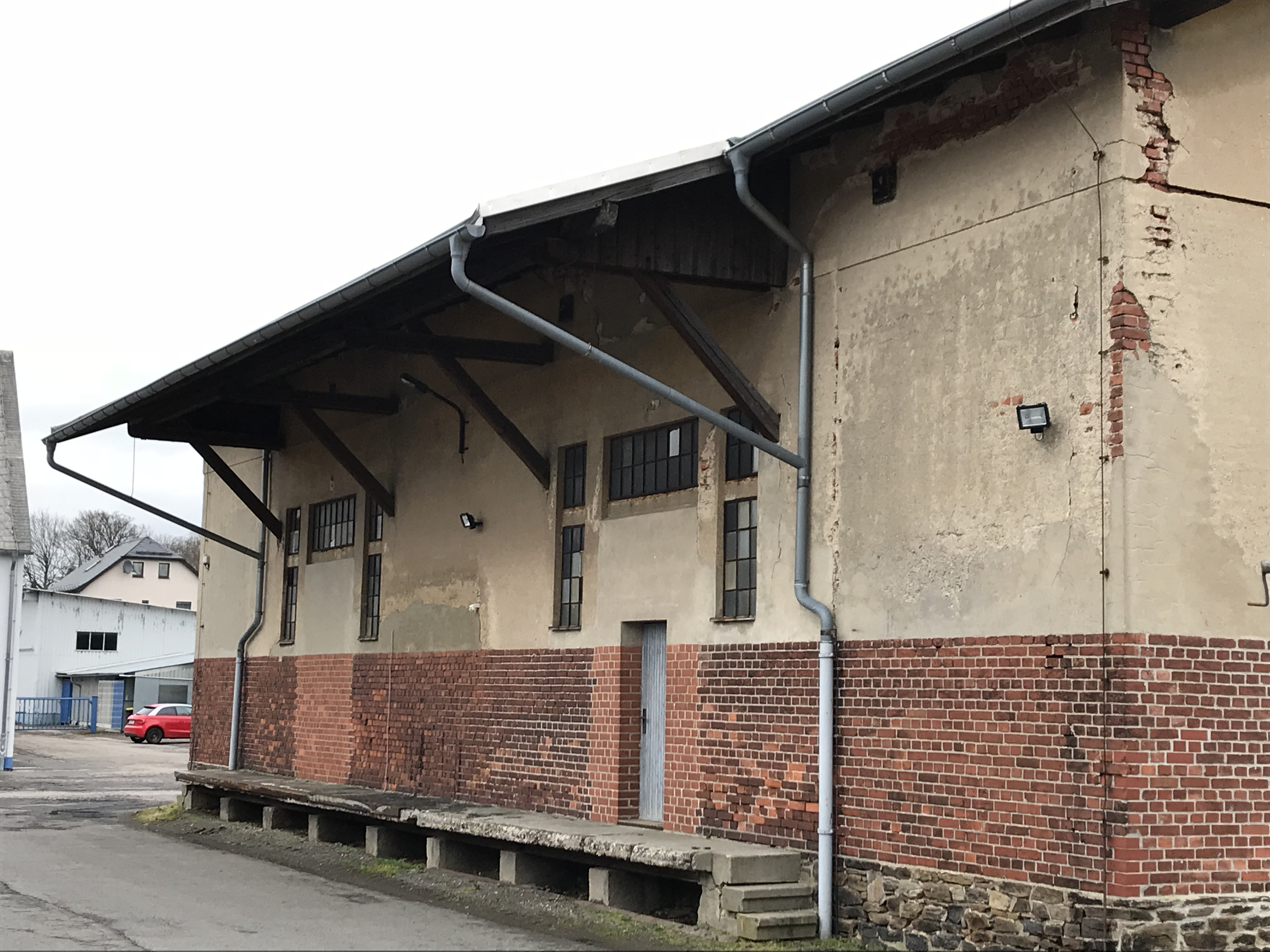
Bahnhof Großwaltersdorf (Sachs), Güterschuppen (2018)
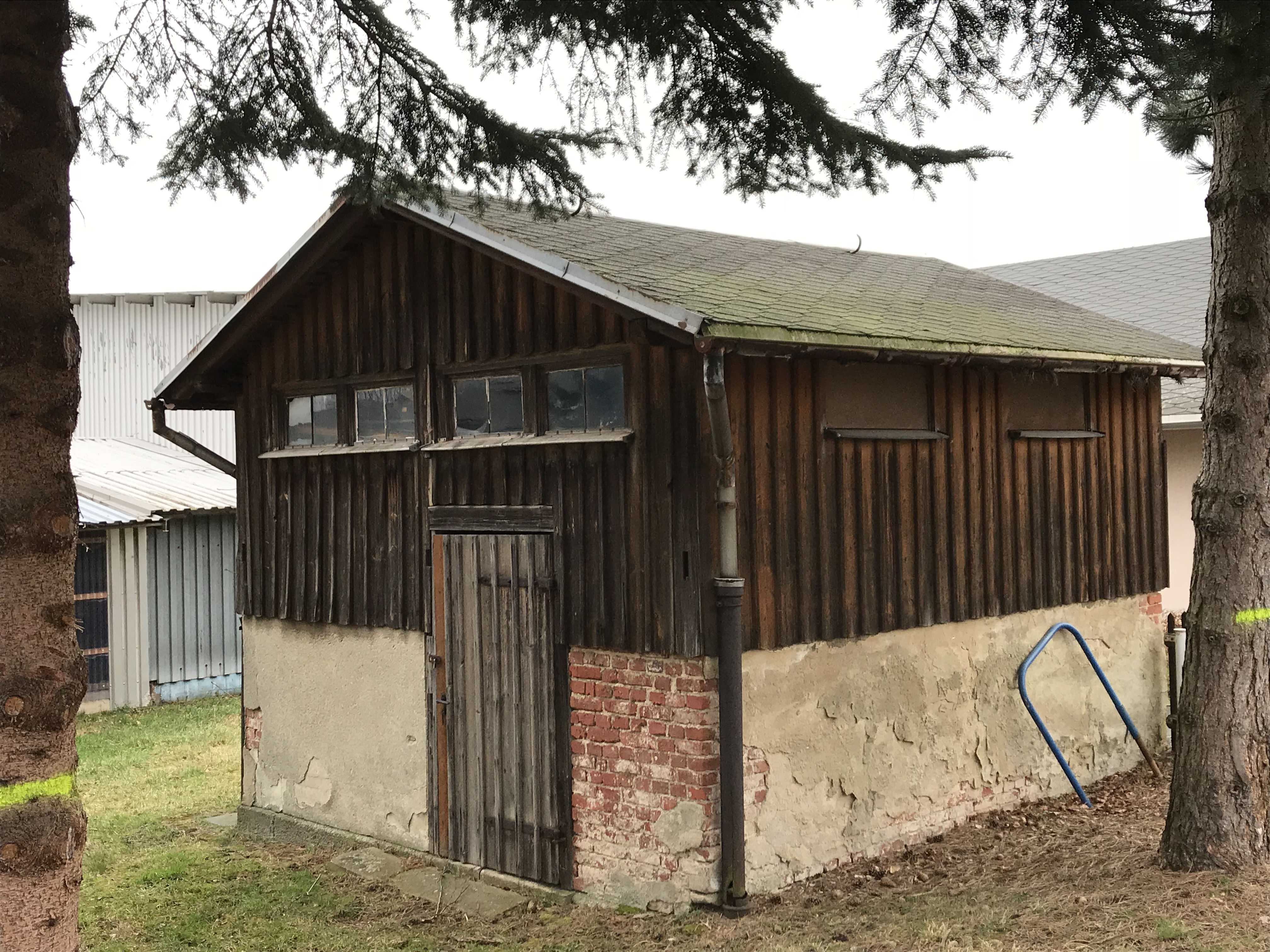
Bahnhof Großwaltersdorf (Sachs), Abort (2018)

### Anschlussgleise
An der Strecke wurden  bis Eppendorf fünf industrielle Anlagen angeschlossen.
Es waren 25 Weichen verbaut.

### Ingenieurbauten
An Kunstbauten waren 25 Brücken mit eisernen Überbau vorhanden. Zwei Brücken hatten zusammen fünf Öffnungen von über 30 Meter Lichtweite der einzelnen Öffnungen. Sechs Brücken mit einer Öffnung von 10 bis 30 Meter Lichtweite und 17 Brücken hatten einen Lichtweite von 2 bis 10 Meter.

## Fahrzeugeinsatz

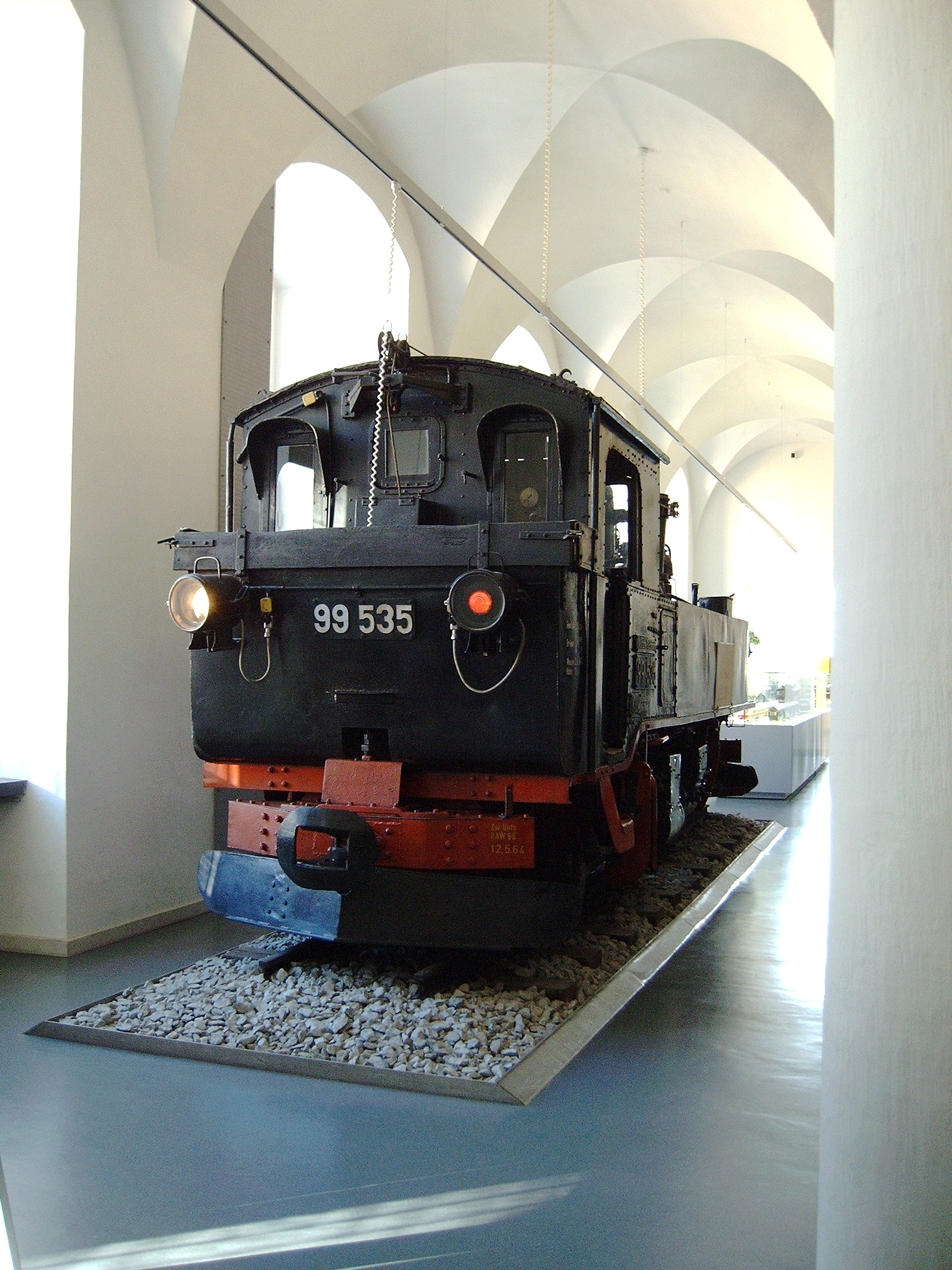
Dampflokomotive 99 535

In den ersten Betriebsjahren wurde wie überall in Sachsen Dampflokomotiven der Bauart Sächsische I K eingesetzt. Der  Lokschuppen in Hetzdorf war ein sogenannter I K-Lokschuppen. Er wurde nicht wie der in Eppendorf verlängert. Er wurde seit dem Einsatz der IV K-Lokomotiven für Wagenreparaturen eingesetzt.
Im Zeitraum von 1916 bis 1920 und 1925 wurden auch Sächsische III K Lokomotiven eingesetzt.
Die ab 1892 in der Sächsischen Maschinenfabrik Chemnitz gebauten Sächsische IV K Lokomotiven kamen bis zur Streckenstilllegung zum Einsatz. Zu den Stammlokomotiven dieser Strecke zählten unter anderem 99 518, 530, 535, 551, 563, 566 und die 567, wobei die 99 535 und die 99 551 als letzte die Strecke verließen. Die 99 569 war als Abbaulok eingesetzt.
Erhalten geblieben sind die 99 566 im Sächsischen Eisenbahnmuseum Chemnitz-Hilbersdorf und die 99 535 im Verkehrsmuseum Dresden.